# Хомер (Аляска)
Хо́мер (англ. Homer, МФА: [ˈhoʊmər]) — город на Аляске.

## География
Расположенный на юго-западе полуострова Кенай, город имеет общую площадь 58,1 км², в т. ч. 27,4 км ² земли и 30,7 км² воды. У города начинается узкая песчаная коса, вдающаяся в залив Качемак. Коса, протяженностью около 7 километров, называется Хомер Сплит (англ. Homer Spit).

## История
Возникновение поселения связано с залежами угля, которые были найдены в 1890-х годах, но деревни в окрестностях появились раньше.
Хомер получил своё имя в честь первопроходца Хомера Пенокока, высадившегося здесь в конце XIX века в поисках золота.
В местности была построена шахта и железная дорога. Первую автомобильную дорогу проложили в 1951 году, завершив период почти полной изоляции городка от окружающего мира.
С 1980 года в Хомере располагается администрация Аляскинского морского национального заповедника.

## География

### Климат
Климат в данном регионе один из самых мягких на Аляске. Горы Кенай защищают городок с северо-востока от континентальных холодов. Таким образом зимой температура в Хомере редко опускается ниже нуля, а летом держится около 20°С.

## Население
По данным 2014 года население города составляет 5114 человек, из них 88 % белые, а 4,8 % — коренные народы, 1523 семей, из которых 31,6 % имеют детей в возрасте до 18 лет, проживающих с ними. Средний возраст составлял 39 лет. Хомер живёт в основном за счет рыболовства и туристов.

## Знаменитые жители
- Джуэл (род. 1974) — певица, композитор, актриса, филармонистка и автор песен.
- Эмброуз Олсен (1985—2010) — фотомодель.